# Ponte (Castel Sant'Angelo)
Ponte è una frazione del comune di Castel Sant'Angelo, in provincia di Rieti.
Paese del ritrovamento del più antico tricolore italiano .

## Territorio
Ponte è un piccolo paese collocato tra i centri di Canetra e Borgo Velino, al fianco della Strada statale 4 Via Salaria (km 94,4) e del fiume Velino. Sorge ai piedi del Terminillo e all'ombra del Monte Giano; di fronte ad esso sorge il Monte Nuria. Il suo territorio è composto da tre diversi centri abitati: Ponte Alto, il nucleo più antico, che si erge su una collina; Ponte Basso, che sorge a mezza costa; Ponte Santa Margherita, a valle, nei pressi del fiume Velino.

## Storia
Il paese è sorto nel XVII secolo. Nel corso del XIX secolo ha conosciuto il suo massimo sviluppo, arrivando a circa 800 abitanti. Nel corso della seconda metà del '900 molti degli abitanti si sono trasferiti nelle città, ritornando a Ponte nei periodi di villeggiatura.

## Monumenti e luoghi d'interesse
- La Chiesa di San Pastore: costruita nel XVI secolo, l’edificio attuale della Chiesa di San Pastore risale ai primi anni del XVIII secolo, ed è stato oggetto di diversi restauri nel XX secolo. Presenta la navata voltata a botte, con due altari minori per lato; il presbiterio è sormontato da una cupola, e alla sua destra si apre una cappella. Attualmente la Chiesa è dichiarata inagibile a seguito della scossa sismica del 24 Agosto 2016[6].

- L'Areceru: anticamente utilizzata come vera e propria aia, oggi luogo di riferimento per serate danzanti e mangerecce.

A Ponte Alto, lungo la via che conduce dalla piazza principale alla chiesa di San Pastore, nel 1994 in una casa dove vicino al portone è affissa una targa a memoria, sono state ritrovate due bandiere italiane risalenti al 1831. Una di queste è considerato oggi il tricolore più antico mai ritrovato.

## Tradizioni e folclore
Oggi il paese rimane un centro frequentato e vissuto, pur avendo mutato la sua connotazione originaria, tant'è che le centinaia di villeggianti che trascorrono le loro vacanze o fine settimana di riposo nell'antico borgo, pur non risiedendo in paese vivono e curano i vicoletti come fossero spazi annessi alla loro abitazione, rendendoli graziosi e curati nel dettaglio. 
Numerose sono le iniziative che vengono proposte durante il corso dell'anno, tra le quali: 
Lu Presepittu: nel periodo natalizio vengono esposti, tra i vicoli, dagli stessi abitanti presepi semplici e complessi. 
Le vecchie cantine di Ponte, tipica manifestazione nella quale si offrono degustazioni culinarie lungo i vicoli del paesino (prima metà di agosto). 
Sagra delle penne all'arrabbiata, giunta ormai oltre la 50ª edizione, si svolge come consuetudine il 16 agosto.
Durante l'anno sono due le solennità religiose che si celebrano maggiormente: la Madonna della Speranza (15 agosto) e la festa del santo patrono San Pastore (domenica di fine agosto). In queste circostanze sono usanze tipiche che si alternano di anno in anno la processione con il santo per le vie dei tre paesi Ponte Alto-Ponte Basso e Ponte Santa Margherita, i fuochi artificiali o il rinomato ballo della Pupazza ed il lancio delle ciambellette.